# Беспорядки в Албании (1997)

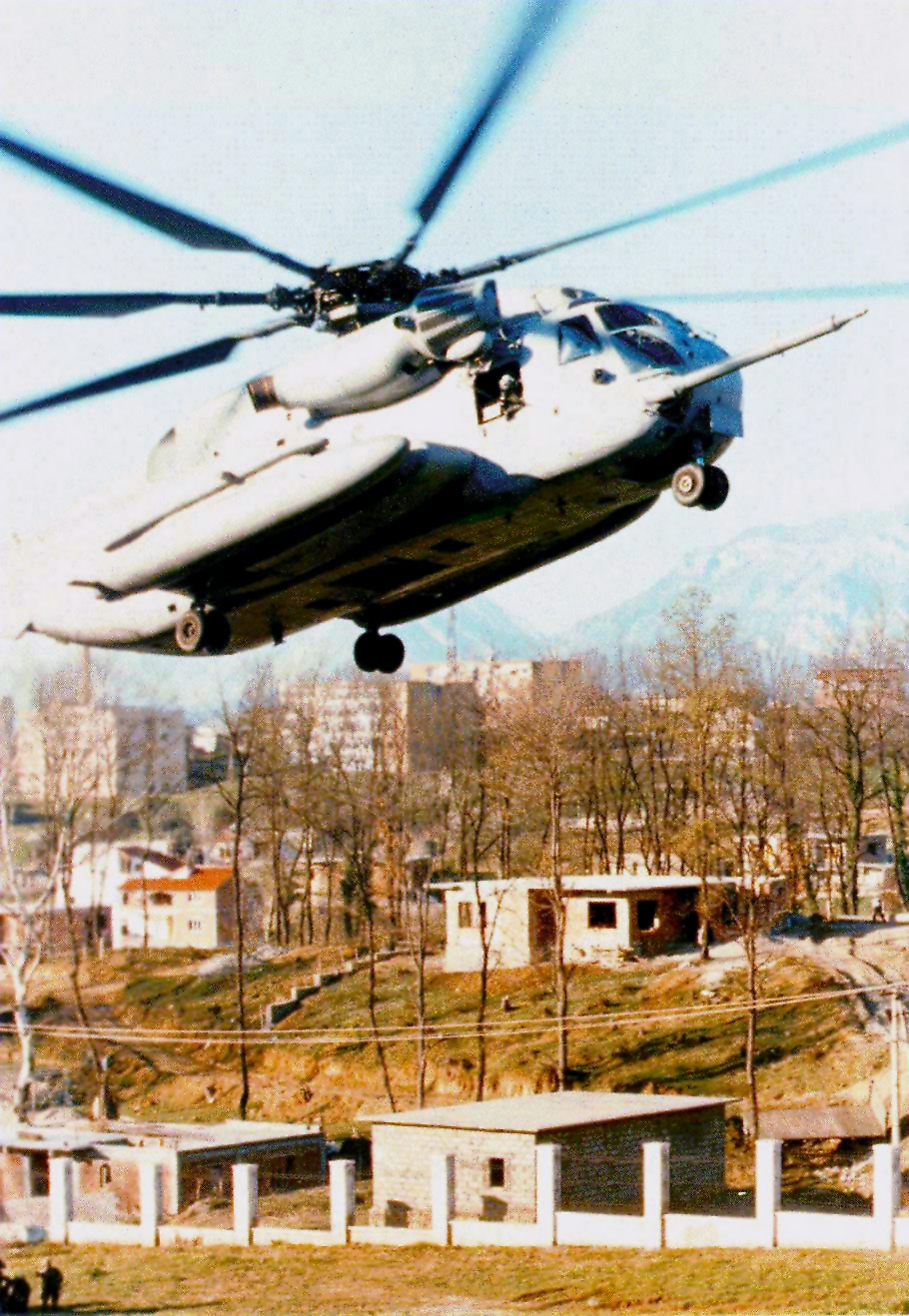
Эвакуация граждан США

Беспорядки в Албании происходили в январе-марте 1997 года. Важным следствием этих событий стало разграбление военных складов и расхищение стрелкового оружия, часть которого оказалась в руках албанских повстанцев в Косове.

## Протесты
После краха в январе 1997 года сети финансовых пирамид Албания столкнулась с самым серьёзным кризисом за посткоммунистический период. От действий банков пострадало свыше 300 тысяч человек. Население потеряло от 1,5 до 2 млрд долларов США. Первые протесты начались в тот же день, когда было объявлено о банкротстве «финансовых пирамид». Начиная с 15 января в городах Тирана, Люшня и Влёра происходили выступления обманутых вкладчиков, требовавших от правительства вернуть свои сбережения. Однако правительство отказалось компенсировать потери населения, ограничившись запретом деятельности «пирамид».

## Восстание
В конце февраля началось восстание на юге страны, в городах Влёра и Саранда, где население захватило оружие с армейских складов. Отставка правительства, объявленная 1 марта, и введение в стране чрезвычайного положения не смогли остановить восстание. 2 марта парламент объявил в стране чрезвычайное положение. Сали Бериша отдал приказ войскам и силам безопасности — занять мятежные города. Министр обороны Сафет Жулали и директор спецслужбы SHIK Башким Газидеде возглавили силы подавления. Однако многие военные отказались открывать огонь и частично перешли на сторону протестующих. Восставшие стали беспрепятственно захватывать все южные города и к середине марта находились на подступах к Тиране. Началась эвакуация дипломатических представительств (операции «Стрекоза» и «Серебряная прорубь»). Новая волна беженцев хлынула в Грецию и Италию. Дальнейшее расширение восстания было приостановлено только после того, как власти взломали армейские склады в Тиране, Дурресе и Кавае и раздали оружие своим сторонникам в центре и на севере Албании.

## Урегулирование конфликта
В конце марта правительство Албании обратилось к западноевропейским державам с просьбой о военной интервенции с целью предотвращения гражданской войны. 28 марта Совет Безопасности ООН принял решение о направлении в Албанию 7-тысячного контингента многонациональных сил ООН под руководством Италии для обеспечения охраны при проведении гуманитарных операций по распределению продовольствия. Иностранные военнослужащие размещались во всех крупных портовых городах и в международном аэропорту вблизи Тираны. Многонациональные силы оставались в Албании до 14 августа 1997 года. За три месяца противостояния в стране было убито 1,5 тыс. человек, ещё 3,5 тыс. получили ранения.

## Последствия
11 марта 1997 года президент Сали Бериша отправил в отставку главу правительства Александера Мекси. Его сменил представитель Социалистической партии Башким Фино. На парламентских выборах в июне Соцпартия одержала победу, президентом был избран Реджеп Мейдани, правительство возглавил Фатос Нано. Таким образом, беспорядки 1997 года фактически привели к смене власти в Албании.
В результате этих беспорядков были разграблены армейские склады, на которых хранились огромные запасы оружия, накопленные за всё время существования коммунистического режима, и похищено до 610 тысяч единиц стрелкового оружия. Большая часть этого оружия оказалось в руках албанских повстанцев в Косове.

…повстанцы установили контроль над Бератом, городом в 75 километрах к югу от Тираны. Они без боя заняли расположенный близ него военный гарнизон. Части регулярной армии не оказали сопротивления, а некоторые присоединились к повстанцам. Но при этом пять человек убито и более десяти ранено. Гибель людей, скорее всего, была вызвана неосторожным обращением с оружием. В Берате на здании городской больницы установлен громкоговоритель, через который непрерывно звучат призывы к населению отобрать оружие по крайней мере у детей.
— Эхо планеты